# Beuron
Beuron (Swabia: Beira) là một thị xã nằm ở huyện Sigmaringen, thuộc bang Baden-Württemberg, Đức.